# 中華文化總會
中華文化總會，通稱文化總會、文總，是中華民國政府出資設立的社團法人團體，前身是1967年成立的「中華文化復興運動推行委員會」，1990年改組後經內政部核准立案為民間社團法人，但歷來會長職位仍多由總統兼任。成立之初目的為推動中華文化復興運動、發揚傳統中華文化與倫理道德，近代改以強化台灣文化連結、推動文化交流為目標。

## 歷史
1967年7月28日，因中国共产党推行文化大革命重創以儒家思想為核心的中華文化，時任總統蔣中正為推動中華文化復興運動及反共，由行政院成立「中華文化復興運動推行委員會」，蔣中正兼任會長，孫科、王雲五、陳立夫為副會長。
1975年6月3日，蔣中正於4月5日病逝，由繼任總統嚴家淦兼任第二任會長。
1978年5月，嚴家淦總統任期屆滿，新任總統蔣經國任命嚴家淦續任。
1990年3月，會長嚴家淦請辭。12月，中華文化復興運動推行委員會改組為「中華文化復興運動總會」。
1991年3月28日，經內政部核准立案為社團法人民間團體，舉行成立大會，總統李登輝兼任第三任會長，郝柏村、陳奇祿、陳榮捷為副會長。《活水雙周刊》創刊；陳水扁任總統後，《活水雙周刊》於2000年7月5日停刊。
2000年9月25日，陳水扁兼任第四任會長。
2001年，中華文化復興運動總會設立總統文化獎。
2005年7月5日，中華文化復興運動總會《新活水雙月刊》創刊。
2006年12月19日，中華文化復興運動總會經第四屆第三次會員大會決議，更名為「國家文化總會」。
2008年11月27日，時任總統馬英九兼任第五任會長。
2010年1月14日，會長總統馬英九請辭，並任命曾擔任行政院院長的劉兆玄為第六任會長。12月30日，國家文化總會經第五屆第三次會員大會通過提案，更名為「中華文化總會」。
2015年12月，中華文化總會《新活水雙月刊》紙本發行至第63期止，後改發行電子版。
2016年11月22日，會長劉兆玄請辭，由副會長劉吉人代理。
2017年3月9日，時任總統蔡英文兼任第七任會長，任命時任副總統陳建仁以及專欄作家江春男任副會長。9月，《新活水》雜誌復刊，仍以雙月刊為周期發行，並發行至一般通路。以具國家高度的綜合性文化雜誌自許。
2018年5月，《新活水》雜誌更名為《FOUNTAIN新活水》。
2021年2月26日，時任總統蔡英文續任會長，增聘時任副總統賴清德以及前文化部部長鄭麗君任副會長。
2022年7月1日，時任秘書長林錦昌請辭獲准，由時任副秘書長李厚慶正式升任秘書長。12月9日，前新竹市政府文化局局長暨前總統府參議黃竫蕙接任副秘書長。
2024年5月20日，總統賴清德兼任第八任會長。
2025年2月25日，增聘副總統蕭美琴任副會長，江春男續任副會長。

## 定位

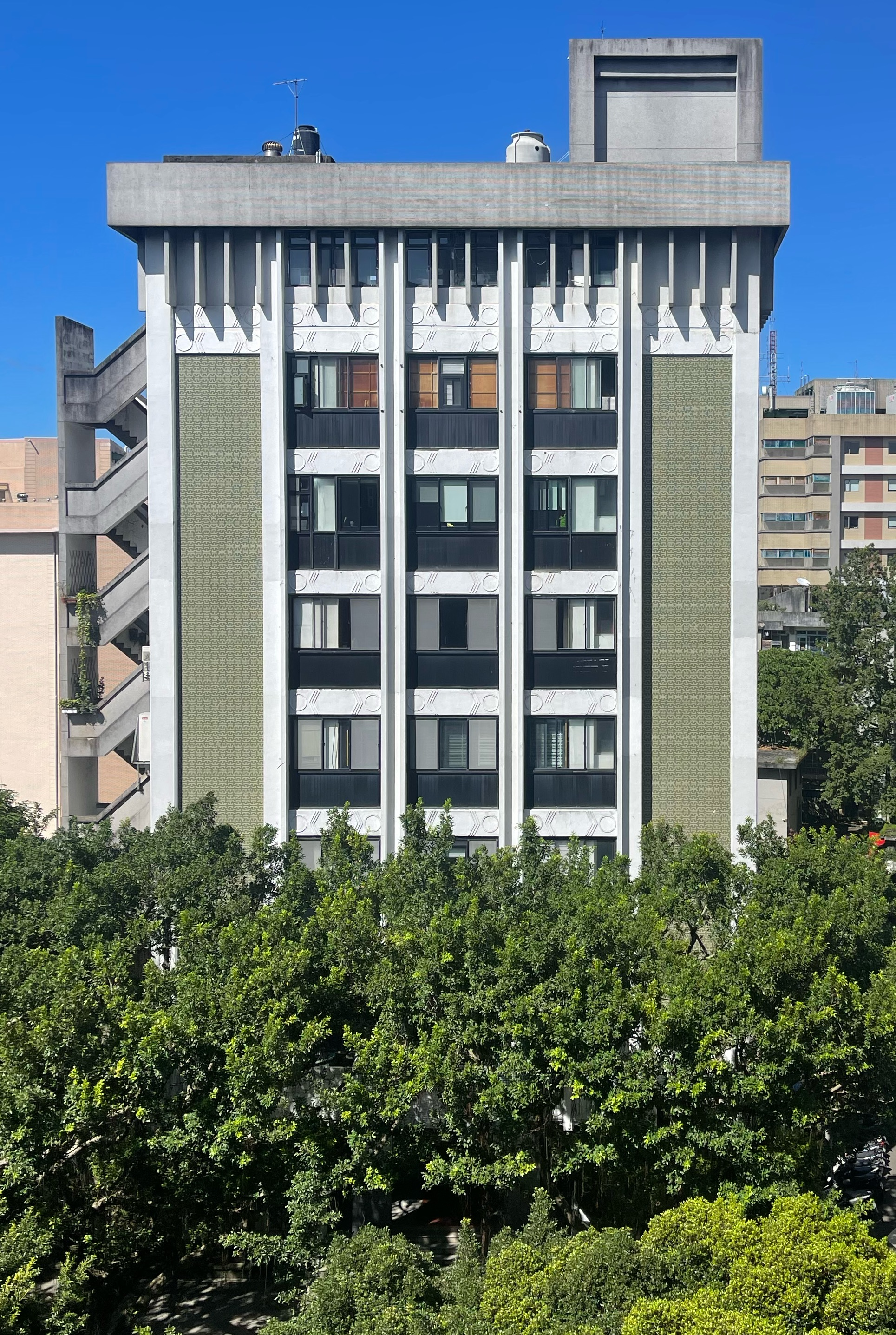
中華文化總會總部大樓

文化總會雖然經內政部核准立案為社團法人民間團體，但組織運作經常受政治與意識型態的影響，特別是歷次政黨輪替後大幅的人事變遷甚至改名。同時其運作經費來源也遭質疑，多受國營事業捐助與政府部門（多為文化部與總統府）委託籌辦文化推廣活動與各項典禮。由該組織兩年舉辦一次的總統文化獎，長期受文化部補助。
2019年12月20日，喜樂島聯盟發言人張君瑜表示，中華文化總會的定位以2016年中華民國總統府發言人黃重諺的對外解釋最接近全貌：「文化總會開始於國家投入資源創設，並因為總統擔任會長而持續募集包括國營事業、政府相關部門捐助等等，這些資源當然不應該納為私有。總統擔任會長，就是政府跟政府投入資源團體的繫帶。我們充分理解，部分朋友對於黨產國產、私產公產，一向有辨認上的障礙；但畢竟文化總會是國家創設並且投入資源的單位，不是中國國民黨的文化黃復興黨部，就應該屬於國家、而不是私人。」張君瑜說，時任文化總會秘書長林錦昌的聲明稿中強調該會為「民間社團法人」、「非屬政府組織」，這僅是片面事實。

## 歷任會長
| 任別 | 姓名   | 擔任時間       | 卸任時間       | 備註               |
| 會長 | 會長   | 會長           | 會長           | 會長               |
| ---- | ------ | -------------- | -------------- | ------------------ |
| 1    | 蔣中正 | 1967年7月28日  | 1975年4月5日   | 總統兼任           |
| 2    | 嚴家淦 | 1975年6月3日   | 1990年3月      | 總統兼任、卸任總統 |
| 3    | 李登輝 | 1990年11月12日 | 2000年9月24日  | 總統兼任           |
| 4    | 陳水扁 | 2000年9月25日  | 2008年11月26日 | 總統兼任           |
| 5    | 馬英九 | 2008年11月27日 | 2010年1月13日  | 總統兼任           |
| 6    | 劉兆玄 | 2010年1月14日  | 2016年11月22日 | 首位非總統會長     |
| 代理 | 劉吉人 | 2016年11月22日 | 2017年3月9日   | 副會長代理         |
| 7    | 蔡英文 | 2017年3月9日   | 2024年5月19日  | 總統兼任           |
| 8    | 賴清德 | 2024年5月20日  | 現任           | 總統兼任           |

## 歷任秘書長
| 任別   | 姓名   | 擔任時間       | 卸任時間       |
| 秘書長 | 秘書長 | 秘書長         | 秘書長         |
| ------ | ------ | -------------- | -------------- |
| 第1任  | 谷鳳翔 | 1967年7月28日  | 1981年8月      |
| 第2任  | 陳奇祿 | 1981年8月      | 1991年3月27日  |
| 第3任  | 黃石城 | 1991年3月28日  | 2001年         |
| 第4任  | 黃輝珍 | 2001年         | 2002年         |
| 第5任  | 蘇進強 | 2002年         | 2005年1月      |
| 第6任  | 陳郁秀 | 2005年1月      | 2008年11月26日 |
| 第7任  | 楊渡   | 2008年11月27日 | 2017年3月9日   |
| 第8任  | 林錦昌 | 2017年3月9日   | 2022年6月30日  |
| 第9任  | 李厚慶 | 2022年7月1日   | 現任           |

## 組織

### 架構
- 會員大會
  - 執行委員會
  - 諮議委員會
    - 榮譽會長（副會長）
      - 會長（副會長）
        - 秘書長
          - 副秘書長（業務、行政、發展）

### 部門
- 媒體部
- 活動部
- 出版部
- 展覽部
- 行政部

## 外部連結
- 官方网站
- 中華文化總會的Facebook專頁
- 中華文化總會的Instagram帳戶
- 中華文化總會的X（前Twitter）
- YouTube上的中華文化總會頻道